# Grijze coua
De grijze coua (Coua verreauxi) is een vogel uit de familie Cuculidae (koekoeken). De vogel is genoemd naar de Franse ornitholoog Jules Verreaux.

## Verspreiding en leefgebied
Deze soort is endemisch in het doornig struikgewas van Madagaskar, de zuidelijkste ecoregio van Madagaskar.

## Trivia
De Grijze coua was te zien in de eerste aflevering van de Britse natuurfilmdocumentaireserie Madagascar.